# Девід Оєлово
Девід Оєлово (англ. David Oyelowo; нар. 1 квітня 1976, Оксфорд, Велика Британія) — англійський актор, відомий виконанням ролей Мартіна Лютера Кінга в фільмі «Сельма», Серетсе Кхами в драмі «Об'єднане королівство».

## Життєпис
Девід Оєлово народився в Оксфорді, Велика Британія. Його батьки — представники народу йоруба, виховували сина в баптистській вірі. До шести років він жив на південному заході Лондона. Потім родина поїхала в Лагос. Коли Девіду виповнилось чотирнадцять вони повернулись в Лондон, на цей раз в Ізлінгтон. У цей час друг із церкви знайомить юнака з театром.

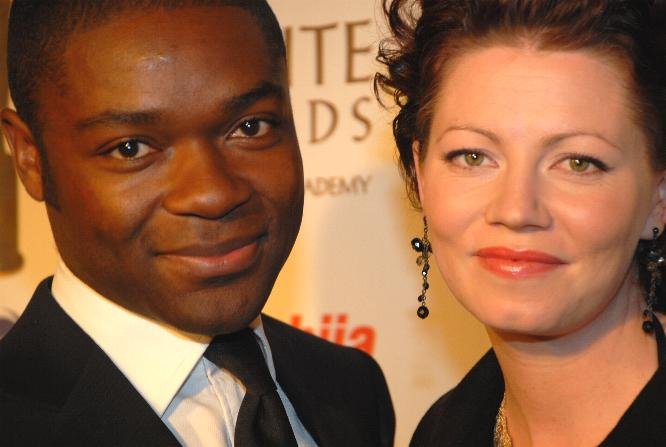
Девід Оєлово зі своєю дружиною

У 1998 Оєлово закінчив Лондонську академію музичного та драматичного мистецтва зі стипендією за успішність.
У 2016 за внесок у драматичне мистецтво актор отримав Орден Британської імперії.

### Особисте життя
Зі своєю майбутньою дружиною акторкою Джессікою актор познайомився в молодіжному театрі. Вони одружилися одразу після закінчення Девідом Лондонської академії музичного та драматичного мистецтва. Пара виховує чотирьох дітей.

## Кар'єра
Рання кар'єра Оєлово складається з епізодичних та гостьових ролей у серіалах і кіно. У 2002—2004 грав Денні Гартера в британському серіалі «Привиди». У 2005 актор був залучений у фільмах «Гуркіт грому», «Свідок на весіллі», «Ціна зради», а наступного року зіграв доктора Джуньйо в стрічці «Останній король Шотландії», що здобула премію БАФТА як найкращий британський фільм. У 2011 до актора приходить новий успіх з виходом науково-фантастичної стрічки «Повстання планети мавп», в якій він зіграв боса Вілла Родмана (Джеймс Франко). Того ж року у нього була другорядна роль у драмі «Прислуга».
У 2012 за участю актора виходять у прокат одразу кілька проектів. У драмі «Газетяр» Девід зіграв репортера, у біографічному фільмі «Лінкольн» він втілив капрала, крім того в нього була роль детектива Емерсона в бойовику «Джек Річер».
У 2015 Оєлово був номінований на «Золотий глобус» як найкращий актор у драматичному фільмі за втілення на екрані Мартіна Лютера Кінга («Сельма»). Того ж року він зіграв директора школи в науково-фантастичній стрічці Крістофера Нолана «Інтерстеллар». Наступного року актор виконав головну роль у драмі «Об'єднане королівство», партнеркою по знімальному майданчику в якому була Розамунд Пайк. У тому ж він був залучений в фільмі про дівчинку з Уганди «Королева Катве» та зіграв менеджера Ніни Сімон у біографічній стрічці «Ніна».
Свою кінокар'єру актор поєднує з роботою в театрі, а також він займається озвучуванням художніх творів.

## Фільмографія
| Рік       |    | Українська назва                 | Оригінальна назва                  | Роль                        |
| --------- | -- | -------------------------------- | ---------------------------------- | --------------------------- |
| 1998      | с  | Мейсі Рейн                       | Maisie Raine                       | Сонні МакДональд            |
| 1998      | с  | Брати та сестри                  | Brothers and Sisters               | Лестер Пітерс               |
| 2001      | ф  | І пес з'їв пса                   | Dog Eat Dog                        | Сі Джей                     |
| 2001      | кф | Кола                             | Circles                            | Джеффрі                     |
| 2002      | ф  |                                  | Tomorrow La Scala!                 | Чарлі                       |
| 2002—2004 | с  | Привиди                          | Spooks                             | Денні Гантер                |
| 2004      | ф  | Кінець лінії                     | End of the Line                    | пасажир                     |
| 2005      | ф  | Гуркіт грому                     | A Sound of Thunder                 | Пейн                        |
| 2005      | ф  | Свідок на весіллі                | The Best Man                       | Грехем                      |
| 2005      | ф  | Ціна зради                       | Derailed                           | патрульний                  |
| 2005      | кф | Це хлопчик!                      | It's a Boy!                        | Джозеф                      |
| 2005      | с  |                                  | As Time Goes By                    | Патрік                      |
| 2006      | ф  | Американська дружина             | American Blend                     | Мерк'юрі                    |
| 2006      | ф  |                                  | Shoot the Messenger                | Джозеф Паскаль              |
| 2006      | с  |                                  | Mayo                               | Едді Бартон                 |
| 2006      | ф  | Останній король Шотландії        | The Last King of Scotland          | доктор Джуньйо              |
| 2006      | ф  | Як вам це сподобається           | As You Like It                     | Орландо                     |
| 2006      | тф | Народжені рівними                | Born Equal                         | Ємі                         |
| 2007      | с  | П'ять днів                       | Five Days                          | Метт Веллінгс               |
| 2008      | тф | Родзинка на сонці                | A Raisin in the Sun                | Джозеф Асагаї               |
| 2008      | с  | Страсті                          | The Passion                        | Джозеф                      |
| 2008      | с  | Жіноче детективне агентство №1   | The No. 1 Ladies' Detective Agency | Кремлін Бусанг              |
| 2008      | тф | Солодкі слова для моїх вух       | Sweet Nothing in My Ear            | Леонард Грішам              |
| 2008      | ф  | Кого ти любиш                    | Who Do You Love                    | Мадді Вотерс                |
| 2009      | ф  | Гнів                             | Rage                               | Гомер                       |
| 2009      | тф | Маленький острів                 | Small Island                       | Гілберт                     |
| 2010      | тф | Кров та нафта                    | Blood and Oil                      | Кеме Тободо                 |
| 2010      | ф  |                                  | Change in the Wind                 | Бенджамін Мейс              |
| 2010—2011 | с  |                                  | Glenn Martin DDS                   | вчитель/Клеренс             |
| 2011      | с  | Гарна дружина                    | The Good Wife                      | Едвард Велдон               |
| 2011      | ф  | Повстання планети мавп           | Rise of the Planet of the Apes     | Стів Джейкобс               |
| 2011      | ф  | Прислуга                         | The Help                           | Грін                        |
| 2011      | ф  | 96 хвилин                        | 96 Minutes                         | Двейн                       |
| 2011      | кф | Рахав                            | Rahab                              | Кен                         |
| 2012      | ф  | Червоні хвости                   | Red Tails                          | Джо Літтл                   |
| 2012      | ф  | На півдорозі в нікуди            | Middle of Nowhere                  | Браян                       |
| 2012      | ф  | Газетяр                          | The Paperboy                       | Ярдлі                       |
| 2012      | ф  | Лінкольн                         | Lincoln                            | Айра Кларк                  |
| 2012      | ф  | Джек Річер                       | Jack Reacher                       | Емерсон                     |
| 2013      | тф | Замішані                         | Complicit                          | Едвард Екубо                |
| 2013      | ф  | Дворецький                       | The Butler                         | Луїс Гейнс                  |
| 2013      | кф | 206                              | 206                                | чоловік                     |
| 2014      | ф  | Соловейко                        | Nightingale                        | Пітер Сноуден               |
| 2014—2017 | мс | Зоряні війни: Повстанці          | Star Wars: Rebels                  | агент Каллум                |
| 2014      | мс | Робоцип                          | Robot Chicken                      | Себастіан/Гендальф/Рон Дейз |
| 2014      | ф  | Провинність                      | Default                            | Атлас                       |
| 2014      | ф  | Інтерстеллар                     | Interstellar                       | директор школи              |
| 2014      | ф  | Найжорстокіший рік               | A Most Violent Year                | Лоуренс                     |
| 2014      | ф  | Сельма                           | Selma                              | Мартін Лютер Кінг           |
| 2015      | ф  |                                  | Five Nights in Maine               | Шервін                      |
| 2015      | ф  | Заручник                         | Captive                            | Браян Ніколс                |
| 2015      | кф |                                  | Black Knight Decoded               | батько                      |
| 2016      | ф  | Ніна                             | Nina                               | Кліфтон Гендерсон           |
| 2016      | ф  | Об'єднане королівство            | A United Kingdom                   | Серетсе Кхама               |
| 2016      | ф  | Королева Катве                   | Queen of Katwe                     | Роберт Катенде              |
| 2018      | ф  | Парадокс Кловерфілда             | The Cloverfield Paradox            | Кіль                        |
| 2018      | ф  | Складки часу                     | A Wrinkle in Time                  | камео                       |
| 2018      | ф  | Небезпечний бізнес               | Gringo                             | Гарольд                     |
| 2019      | ф  | Не відпускай                     | Don't Let Go                       | детектив Джек Редкліф       |
| 2020      | ф  | Пітер Пен і Аліса в країні чудес | Come Away                          | Джек Літтлтон               |
| 2020      | ф  |                                  | The Water Man                      | Амос Бун                    |
| 2020      | ф  | Опівнічне небо                   | The Midnight Sky                   | командир Тому Ейдуол        |
| 2021      | ф  | Ходячий Хаос                     | Chaos Walking                      | Аарон                       |
| 2021      | ф  | Кролик Петрик 2: Втеча до міста  | Peter Rabbit 2: The Runaway        | Найджел Безіл Джонс         |
| 2022      | ф  | Як вони біжать                   | See How They Run                   | Мервін Кокер-Норріс         |
| 2024      | ф  | Рольові ігри                     | Role Play                          | Дейв Брекетт                |